# 만년동
만년동(萬年洞)은 대전광역시 서구에 위치한 법정동 및 행정동이다.

## 역사
1998년 월평2동에서 만년동으로 분리되었다. 만년동은 대전의 둔산 대개발로 인해 풍모가 완전히 변한 지역중의 하나이다. 둔산 신시가지 개발전에 만년동은 대전에서 연구단지로 가기위해 지나야 하는 넓은 들판에 불과하였다. 1980년대 말 둔산 시시가지 개발 계획에 따르면 만년동에는 '둔산 문예대공원'이라는 이름의 총면적 100만m2에 호수면적은 약 66만6666m2로 계획되어 있었다. 그러나 정부청사부지와 아파트 등으로 사용되어 현재 한밭수목원으로 축소되었다.

## 지리
전체 면적은 1.7 평방킬로미터로서, 동서로 약간 길쭉한 형상이다. 북쪽 및 서북쪽 경계는 갑천이며, 그 너머로 국립중앙과학관과 엑스포과학공원이 있는 유성구 도룡동, 카이스트(KAIST)가 있는 유성구 어은동과 접한다. 서남쪽 및 남쪽으로는 월평동 및 둔산동과 접한다. 동쪽 경계는 유등천이며, 그 너머로 대덕구 대화동과 접한다.
만년동에는 한밭수목원을 비롯해 대전예술의전당, 대전시립미술관, 이응노미술관, 남문광장, 평송청소년문화센터 등이 자리 잡고 있다.

## 주거 환경
만년동을 남북으로 관통하는 대덕대로를 사이에 두고, 서쪽에는 4개의 아파트단지와 연립주택, 근린 상가 등이 조성되어 있으며, 주거 환경이 쾌적하다.
대덕대로의 동쪽에는 전국 규모 혹은 대전광역시 규모의 각종 문화 시설이 있으며, 만년동 주민이 이용하기에도 매우 편리하다. 이와 함께 오피스텔, 대형 음식점, 유흥가, 학원가 등이 조성되어 있다.

## 교통

### 도로
만년동은 동 전체가 큰길[大路]로 둘러싸인 형상이어서, 서쪽 및 북쪽은 갑천도시고속도로, 동쪽은 버드내길, 남쪽은 둔산대로가 둘러싸고 있으며, 만년동의 가운데를 대덕대로가 남북으로 관통한다. 모든 대로, 소로의 소통은 원활한 편이다. 다만 큰길들은 출퇴근시간에 정체가 약간 있는 편이다.

### 지하철
지하철 역 중 만년동에 소재한 역은 없다. 만년동 남쪽으로 대전 도시철도 1호선이 지나며, 이 중 정부청사역, 갈마역, 월평역 등은 만년동에서 걸어서 10~15분 정도에 접근 가능한 거리이다.

## 행정
23통 141반으로 구성되어 있다. 만년동 주민센터가 동 행정을 담당한다.
- 주민센터 주소 : 대전광역시 서구 만년로19

## 정치
대전광역시 서구(을) 선거구에 속해 있다.

## 주요 시설

#### 아파트
| 단지명 | 건설사                                                                     | 시행사                                                                     | 주소              | 입주       | 비고 |
| ------ | -------------------------------------------------------------------------- | -------------------------------------------------------------------------- | ----------------- | ---------- | ---- |
| 강변   | 동아건설산업 계룡건설산업                                                  | 동아건설산업 계룡건설산업                                                  | 서구 만년로 25    | 1996년 6월 |      |
| 상아   | 경성주택㈜ 서우주택㈜ 대한건설㈜ 금성백조주택㈜                            | 경성주택㈜ 서우주택㈜ 대한건설㈜ 금성백조주택㈜                            | 서구 대덕대로 415 | 1995년 4월 |      |
| 초원   | 신진건설산업㈜ 복음종합건설㈜ 한진건설산업㈜ ㈜신호종합개발 ㈜유성건설산업 | 신진건설산업㈜ 복음종합건설㈜ 한진건설산업㈜ ㈜신호종합개발 ㈜유성건설산업 | 서구 만년로 45    | 1995년 4월 |      |
| 상록수 | 현대산업개발                                                               | 현대산업개발                                                               | 서구 만년남로 8   | 1995년 4월 |      |

#### 학교
- 둔천초등학교
- 만년초등학교
- 만년중학교
- 만년고등학교

#### 문화 시설
- 대전시립미술관
- 이응노미술관
- 대전예술의전당
- 대전광역시립 연정국악원
- 평송청소년문화센터
- 천연기념물센터
- 한밭수목원
- KBS 대전방송총국